# Bullenberg-Dudelberg-Stockhau
Bullenberg-Dudelberg-Stockhau ist ein mit Verordnung des Regierungspräsidiums Stuttgart vom 15. Dezember 2017 ausgewiesenes Naturschutzgebiet mit der Nummer 1.280.

## Lage
Das Naturschutzgebiet befindet sich im Naturraum Albuch und Härtsfeld und liegt etwa 1000 Meter östlich von Söhnstetten. Das Schutzgebiet ist Teil des FFH-Gebiets Nr. 7325-341 Steinheimer Becken. Die B 466, ein Steinbruch und eine Zufahrtstraße trennen das NSG in vier Teilgebiete.

## Schutzzweck
Laut Schutzgebietsverordnung sind die Schutzzwecke:
- der Erhalt, die Wiederherstellung und die Entwicklung des komplexen, durch historische landwirtschaftliche Nutzung in Form von Weide und Mahd entstandenen Vegetationsmosaiks des Bullenbergs, des Dudelbergs, des Stubentals und des Stockhaus;
- der Erhalt und die Entwicklung der Wacholderheiden, Kalkmagerrasen, Mageren Flachland-Mähwiesen und altholzreichen Buchenwälder als Lebensräume für eine Vielzahl von zum Teil seltenen und gefährdeten Pflanzen- und Tierarten;
- der Erhalt und die Entwicklung des Standortreichtums.

## Flora und Fauna
Im Gebiet kommen die stark gefährdeten Pflanzenarten Frühlings-Enzian, Spatzenzunge, Gewöhnliches Katzenpfötchen und Echte Mondraute vor. Bei den Schmetterlingsarten müssen Rotbraunes Wiesenvögelchen und Esparsetten-Widderchen genannt werden. Im Gebiet halten sich die stark gefährdeten Arten Rotflüglige Schnarrschrecke und Bechsteinfledermaus auf.